# Flota Combinada
La Flota Combinada (聯合艦隊 Rengō Kantai?) fue el mayor componente de buques oceánicos de la Armada Imperial Japonesa. Antes de la Segunda Guerra Mundial no se trataba de una fuerza permanente sino temporal mientras durase un conflicto o unas maniobras navales de importancia, en las que participasen unidades que en tiempo de paz se encontraban bajo diferentes mandos.

## Historia

### Guerra Sino-Japonesa
La Flota Combinada (聯合艦隊 Rengō Kantai) fue formalmente creada por primera vez el 18 de julio de 1894 por la fusión de la Flota Permanente y la Flota Occidental. La Flota Permanente (también conocida como la Flota de Preparación) contenía los buques de guerra más modernos y aptos para el combate de la Marina. La Flota Occidental era una fuerza de reserva que consistía principalmente de buques obsoletos considerados inadecuados para las operaciones de combate de primera línea, pero todavía conveniente para la protección del comercio y la defensa costera. 
El vicealmirante Itō Sukeyuki fue nombrado el primer Comandante en Jefe de la Flota Combinada durante la duración de la primera guerra sino-japonesa contra China.

### Guerra ruso-japonesa
La Flota Combinada (聯合艦隊 Rengō Kantai) fue reformada durante la guerra ruso-japonesa de 1904-05 para proporcionar un comando general unificado para las tres flotas separadas en la Armada Imperial Japonesa:
- La 1.ª Flota (第一艦隊 Dai-ichi Kantai) fue la principal fuerza de acorazados, que formó la espina dorsal de la marina y estaba destinada a ser utilizada en un tradicional enfrentamiento de línea de batalla con una flota de acorazados enemigos equivalente.
- La 2.ª Flota (第二艦隊 Dai-ni Kantai) era una fuerza rápida compuesta por cruceros acorazados y cruceros protegidos.
- La 3.ª Flota 第三艦隊 Dai-san Kantai) era principalmente una flota de reserva de buques obsoletos considerados demasiado débiles para el servicio de combate de primera línea, pero que aún podían usarse en la operación de bloqueo de Port Arthur.

El almirante Tōgō Heihachirō fue el Comandante en Jefe de la Flota Combinada durante la guerra ruso-japonesa.

### Segunda Guerra Mundial
La Flota Combinada (聯合艦隊 Rengō Kantai) estuvo bajo el mando directo del Cuartel General Imperial (大本営 Daihon'ei) en 1937. Con el inicio de la guerra del Pacífico con el ataque a Pearl Harbor llevado a cabo por la Kidō Butai de la Flota Combinada, la Flota Combinada se convirtió casi en sinónimo de la Armada Imperial Japonesa. Comprendía de acorazados, portaaviones, aviones, y los componentes que constituían la principal fuerza de combate de la Armada Imperial Japonesa. Primero se movilizó para la batalla de Midway. Después de las devastadoras pérdidas de los principales portaaviones en Midway y en la campaña de las Islas Salomón, la Marina se reorganizó en una serie de "Flotas Aéreas" para el control operacional local de varias zonas geográficas. La Flota Combinada evolucionó en una organización más administrativa.
A medida que la situación de guerra se deterioraba para los japoneses y los territorios controlados por las "Flotas Aéreas" caían una tras otra en poder de la Marina de los Estados Unidos, tanto el Cuartel General Imperial como el Estado Mayor General de la Armada Imperial Japonesa (軍令部 Gunreibu) actuaron para obligar a la flota estadounidense a una "batalla decisiva" en las Filipinas por la filosofía kantai kessen. El resultado fue la batalla del Mar de Filipinas y la batalla del Golfo de Leyte, donde la armada nipona fue diezmada. Los restos de la Flota Combinada huyeron a Okinawa. En el momento de la misión suicida final del acorazado Yamato en la Operación Ten-Gō, la Flota Combinada había dejado de existir como una fuerza de combate efectiva. 
La Flota Combinada se disolvió formalmente el 10 de octubre de 1945.

## Comandantes de la flota
Comandante en Jefe
| N.º | Nombre               | Imagen                  | Rango                   | Fecha                   | Fecha                   |
| N.º | Nombre               | Imagen                  | Rango                   | Comienzo                | Final                   |
| --- | -------------------- | ----------------------- | ----------------------- | ----------------------- | ----------------------- |
| 1   | Sukeyuki Itō         |                         | Vicealmirante           | 18 de julio de 1894     | 11 de mayo de 1895      |
| 2   | Shinanojō Arichi     |                         | Vicealmirante           | 11 de mayo de 1895      | 16 de noviembre de 1895 |
| 3   | Heihachirō Tōgō      |                         | Vicealmirante           | 28 de diciembre de 1903 | 6 de junio de 1904      |
| 3   | Heihachirō Tōgō      | Almirante               | 6 de junio de 1904      | 20 de diciembre de 1905 |                         |
| 4   | Gorō Ijūin           |                         | Vicealmirante           | 8 de octubre de 1908    | 20 de noviembre de 1908 |
| 5   | Shigetarō Yoshimatsu |                         | Vicealmirante           | 1 de noviembre de 1915  | 13 de diciembre de 1915 |
| 5   | Shigetarō Yoshimatsu | 1 de septiembre de 1916 | Vicealmirante           | 14 de octubre de 1916   |                         |
| 5   | Shigetarō Yoshimatsu | Almirante               | 1 de octubre de 1917    | 22 de octubre de 1917   |                         |
| 6   | Gentarō Yamashita    | Almirante               |                         | 1 de septiembre de 1918 | 15 de octubre de 1918   |
| 6   | Gentarō Yamashita    | Almirante               | 1 de junio de 1919      | 28 de octubre de 1919   |                         |
| 7   | Tanin Yamaya         | Almirante               |                         | 1 de mayo de 1920       | 24 de agosto de 1920    |
| 8   | Sojirō Tochinai      | Almirante               |                         | 24 de agosto de 1920    | 31 de octubre de 1920   |
| 8   | Sojirō Tochinai      | Almirante               | 1 de mayo de 1921       | 31 de octubre de 1921   |                         |
| 9   | Isamu Takeshita      |                         | Vicealmirante           | 1 de diciembre de 1922  | 3 de agosto de 1923     |
| 9   | Isamu Takeshita      | Almirante               | 3 de agosto de 1923     | 27 de enero de 1924     |                         |
| 10  | Kantarō Suzuki       | Almirante               |                         | 27 de enero de 1924     | 1 de diciembre de 1924  |
| 11  | Keisuke Okada        | Almirante               |                         | 1 de diciembre de 1924  | 10 de diciembre de 1926 |
| 12  | Hiroharu Katō        |                         | Vicealmirante           | 10 de diciembre de 1926 | 1 de abril de 1927      |
| 12  | Hiroharu Katō        | Almirante               | 1 de abril de 1927      | 10 de diciembre de 1928 |                         |
| 13  | Naomi Taniguchi      | Almirante               |                         | 10 de diciembre de 1928 | 11 de noviembre de 1929 |
| 14  | Eisuke Yamamoto      |                         | Vicealmirante           | 11 de noviembre de 1929 | 1 de abril de 1931      |
| 14  | Eisuke Yamamoto      | Almirante               | 1 de abril de 1931      | 1 de diciembre de 1931  |                         |
| 15  | Seizō Kobayashi      |                         | Vicealmirante           | 1 de diciembre de 1931  | 30 de marzo de 1933     |
| 15  | Seizō Kobayashi      | Almirante               | 30 de marzo de 1933     | 15 de noviembre de 1933 |                         |
| 16  | Nobumasa Suetsugu    |                         | Vicealmirante           | 15 de noviembre de 1933 | 30 de marzo de 1934     |
| 16  | Nobumasa Suetsugu    | Almirante               | 30 de marzo de 1934     | 15 de noviembre de 1934 |                         |
| 17  | Sankichi Takahashi   |                         | Vicealmirante           | 15 de noviembre de 1934 | 1 de abril de 1936      |
| 17  | Sankichi Takahashi   | Almirante               | 1 de abril de 1936      | 1 de diciembre de 1936  |                         |
| 18  | Mitsumasa Yonai      |                         | Vicealmirante           | 1 de diciembre de 1936  | 2 de febrero de 1937    |
| 19  | Osami Nagano         |                         | Almirante               | 2 de febrero de 1937    | 1 de diciembre de 1937  |
| 20  | Zengo Yoshida        |                         | Vicealmirante           | 1 de diciembre de 1937  | 30 de agosto de 1939    |
| 21  | Isoroku Yamamoto     |                         | Vicealmirante           | 30 de agosto de 1939    | 15 de noviembre de 1940 |
| 21  | Isoroku Yamamoto     | Almirante               | 15 de noviembre de 1940 | 18 de abril de 1943     |                         |
| 22  | Mineichi Koga        | Almirante               |                         | 18 de abril de 1943     | 31 de marzo de 1944     |
| 23  | Soemu Toyoda         | Almirante               |                         | 31 de marzo de 1944     | 29 de mayo de 1945      |
| 24  | Jisaburō Ozawa       |                         | Vicealmirante           | 29 de mayo de 1945      | 10 de octubre de 1945   |

Jefe de Estado Mayor
| N.º     | Rango           | Nombre              | Fecha                                             |
| ------- | --------------- | ------------------- | ------------------------------------------------- |
| 1       | Capitán         | Samejima Kazunori   | 19 de julio – 17 de diciembre de 1894             |
| 2       | Capitán         | Dewa Shigetō        | 17 de diciembre de 1894 – 25 de julio de 1895     |
| 3       | Capitán         | Kamimura Hikonojō   | 25 de julio – 16 de noviembre de 1895             |
| 4       | Capitán         | Shimamura Hayao     | 28 de diciembre de 1903 – 12 de enero de 1905     |
| 5       | Contraalmirante | Katō Tomosaburō     | 12 de enero – 20 de diciembre de 1905             |
| 6       | Contraalmirante | Fujii Kōichi        | 20 de diciembre de 1905 – 22 de noviembre de 1906 |
| 7       | Capitán         | Yamashita Gentarō   | 22 de noviembre de 1906 – 10 de diciembre de 1908 |
| 8       | Capitán         | Takarabe Takeshi    | 10 de diciembre de 1908 – 1 de diciembre de 1909  |
| 9       | Contraalmirante | Nomaguchi Kaneo     | 1 de diciembre de 1909 – 11 de marzo de 1911      |
| 10      | Capitán         | Akiyama Saneyuki    | 11 de marzo de 1911 – 24 de mayo de 1912          |
| 11      | Capitán         | Isamu Takeshita     | 1 de diciembre de 1912 – 24 de mayo de 1913       |
| Vacante | Vacante         | Vacante             | 23 de mayo – 1 de diciembre de 1913               |
| 12      | Contraalmirante | Satō Tetsutarō      | 1 de diciembre de 1913 – 17 de abril de 1914      |
| 13      | Capitán         | Kazuyoshi Yamaji    | 17 de abril – 1 de diciembre de 1914              |
| 14      | Contraalmirante | Shibakichi Yamanaka | 1 de diciembre de 1914 – 13 de diciembre de 1915  |
| 15      | Contraalmirante | Saburo Horiuchi     | 13 de diciembre de 1915 – 1 de diciembre de 1917  |
| 16      | Contraalmirante | Hanroku Saito       | 1 de diciembre de 1917 – 1 de diciembre de 1918   |
| 17      | Contraalmirante | Kajishiro Funakoshi | 1 de diciembre de 1918 – 1 de diciembre de 1919   |
| 18      | Contraalmirante | Hansaku Yoshioka    | 1 de diciembre de 1919 – 1 de diciembre de 1921   |
| 19      | Contraalmirante | Kumazo Shirane      | 1 de diciembre de 1921 – 1 de diciembre de 1923   |
| 20      | Contraalmirante | Bekinari Kabayama   | 1 de diciembre de 1923 – 10 de noviembre de 1924  |
| 21      | Capitán         | Kanjirō Hara        | 10 de noviembre de 1924 – 1 de diciembre de 1925  |
| 22      | Contraalmirante | Naotarō Ōminato     | 1 de diciembre de 1925 – 1 de noviembre de 1926   |
| 23      | Contraalmirante | Sankichi Takahashi  | 1 de noviembre de 1926 – 1 de diciembre de 1927   |
| 24      | Contraalmirante | Eijirō Hamano       | 1 de diciembre de 1927 – 10 de diciembre de 1928  |
| 25      | Contraalmirante | Ken Terajima        | 10 de diciembre de 1928 – 30 de octubre de 1929   |
| 26      | Contraalmirante | Kōichi Shiozawa     | 30 de octubre de 1929 – 1 de diciembre de 1930    |
| 27      | Contraalmirante | Shigetarō Shimada   | 1 de diciembre de 1930 – 1 de diciembre de 1931   |
| 28      | Contraalmirante | Zengo Yoshida       | 1 de diciembre de 1931 – 15 de septiembre de 1933 |
| 29      | Contraalmirante | Soemu Toyoda        | 15 de septiembre de 1933 – 15 de marzo de 1935    |
| 30      | Contraalmirante | Nobutake Kondō      | 15 de marzo – 15 de noviembre de 1935             |
| 31      | Contraalmirante | Naokuni Nomura      | 15 de noviembre de 1935 – 16 de noviembre de 1936 |
| 32      | Contraalmirante | Yasutarō Iwashita   | 16 de noviembre de 1936 – 18 de febrero de 1937   |
| 33      | Contraalmirante | Jisaburō Ozawa      | 18 de febrero – 15 de noviembre de 1937           |
| 34      | Contraalmirante | Ibō Takahashi       | 15 de noviembre de 1937 – 5 de noviembre de 1939  |
| 35      | Capitán         | Shigeru Fukudome    | 5 de noviembre de 1939 – 10 de abril de 1941      |
| 36      | Contraalmirante | Seiichi Itō         | 10 de abril – 11 de agosto de 1941                |
| 37      | Contraalmirante | Matome Ugaki        | 11 de agosto de 1941 – 22 de mayo de 1943         |
| 38      | Vicealmirante   | Shigeru Fukudome    | 22 de mayo de 1943 – 6 de abril de 1944           |
| 39      | Contraalmirante | Ryūnosuke Kusaka    | 6 de abril – 4 de mayo de 1944                    |
| 39      | Vicealmirante   | Ryūnosuke Kusaka    | 4 de mayo de 1944 – 24 de junio de 1945           |
| 40      | Contraalmirante | Shikazō Yano        | 24 de junio – 25 de septiembre de 1945            |